# Warrington (circonscription britannique)
Pour les articles homonymes, voir Warrington.
 (décembre 2018).
Si vous disposez d'ouvrages ou d'articles de référence ou si vous connaissez des sites web de qualité traitant du thème abordé ici, merci de compléter l'article en donnant les références utiles à sa vérifiabilité et en les liant à la section « Notes et références ».
Warrington est une ancienne circonscription électorale britannique située dans le Cheshire, en Angleterre. Elle doit son nom à la ville de Warrington.

## Histoire
Créée en 1832 par le Parliamentary Boundaries Act 1832 (en), elle disparaît en 1983 pour être remplacée par deux nouvelles circonscriptions : Warrington North et Warrington South.

## Liste des députés de Warrington
- 1832 : William Hornby (Parti libéral)
- 1835 : John Ireland Blackburne (en) (Parti conservateur)
- 1847 : Gilbert Greenall (en) (Parti conservateur)
- 1868 : Peter Rylands (en) (Parti libéral)
- 1874 : Gilbert Greenall (en) (Parti conservateur)
- 1880 : John Gordon McMinnies (en) (Parti libéral)
- 1885 : Gilbert Greenall (en) (Parti conservateur)
- 1892 : Robert Pierpoint (en) (Parti conservateur)
- 1906 : Arthur Crosfield (en) (Parti libéral)
- 1910 : Harold Smith (en) (Parti conservateur)
- 1922 : Alec Cunningham-Reid (Parti conservateur)
- 1923 : Charles Dukes (Parti travailliste)
- 1924 : Alec Cunningham-Reid (Parti conservateur)
- 1929 : Charles Dukes (Parti travailliste)
- 1931 : Noel Goldie (en) (Parti conservateur)
- 1945 : Edward Porter (en) (Parti travailliste)
- 1950 : Hyacinth Morgan (en) (Parti travailliste)
- 1955 : Edith Summerskill (Parti travailliste)
- 1961 : Thomas Williams (en) (Parti travailliste)
- 1981 : Doug Hoyle (Parti travailliste)